# Iktal
Der Begriff iktal, andere Bezeichnung: iktual (abgeleitet von lateinisch ictus ‚Schlag‘) ist ein medizinischer Begriff, der im wörtlichen Sinne „im Anfall“ / „während des Anfalls“ bedeutet. Die abzuleitenden Begriffe interiktal bedeuten „zwischen zwei oder mehreren Anfällen“ und postiktal „nach einem oder mehreren Anfällen“. Diese Begriffe werden besonders in Bezug auf die Epilepsie verwendet.